# Кызылтан (Туркестанская область)
Кызылтан (каз. Қызылтаң) — село в Жетысайском районе Туркестанской области Казахстана. Входит в состав сельского округа Шаблана Дильдабекова. Код КАТО — 514449680.

## Население
В 1999 году население села составляло 639 человек (321 мужчина и 318 женщин). По данным переписи 2009 года, в селе проживало 690 человек (356 мужчин и 334 женщины).